# Мідій (вазописець)

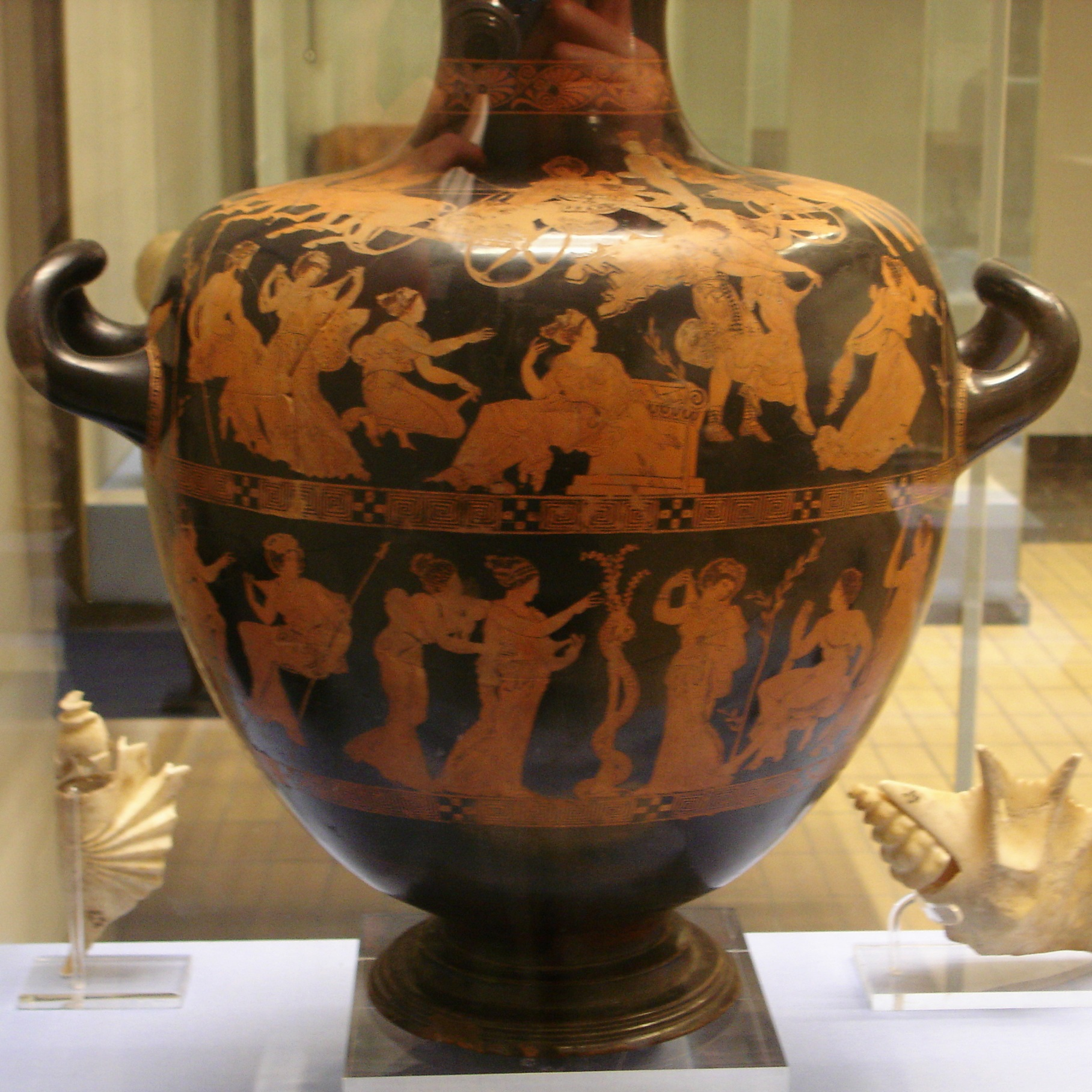
Іменна ваза Мідія: верхній фриз Викрадення дочок Левкіппа Діоскурами та нижній фриз Група афінських героїв

Мідій — давньогрецький вазописець із Аттики, що працював в червонофігурному стилі в останній чверті V ст. до н. е..
Своє ім'я Мідій отримав завдяки іменній вазі — гідрії, створеній гончарем Мідієм. На ній, а також на інших своїх вазах Мідій використовував для розпису весь простір вази, розміщуючи в двох розташованих один над одним фризах зображення, що розповідали про дві різних історії одночасно.
До робіт Мідія достовірно зараховується менше десятка ваз, однак є вази, які називаються дослідниками «в стилі вазописця Мідія». Вазописці, близькі за своєю творчістю до Мідію — Аристофан і Айсон, а також Вазописець Паріса з Карлсруе і Вазописець весіль з Афін, чиї роботи іноді приписуються Мідію і навпаки.
Людські фігури на вазах Мідія часто виглядають танцюючими, проте їхнє розташування добре продумано і не створює враження безладного нагромадження, звичайного для масових сцен на червонофігурних вазах. Його стиль нагадує творчість Вазописця Еретрії, що свідчить також про те, що Мідій був знайомий з найкращими зразками класичної скульптури. Однак розпис Мідія відрізняється настроєм і спокоєм. Положення тіл іноді виглядає театральним. Зображення Мідія, особливо орнаментальні стрічки, що розділяють фризи, відрізняються високою якістю виконання і точністю.